# 淡水廳
淡水廳，初設於1723年（雍正元年），為台灣清治時期的行政區劃，北台灣政經中心，將原諸羅縣轄區虎尾溪以北設彰化縣，同時設置臺灣府淡水捕盜同知負責稽查北路，兼督捕務。1731年（雍正9年），始正式分割大甲溪以北至雞籠劃為轄區，專歸淡水同知管理，改官職為台灣府淡水撫民同知。

1734年臺灣府行政區劃，藍色為淡水廳範圍

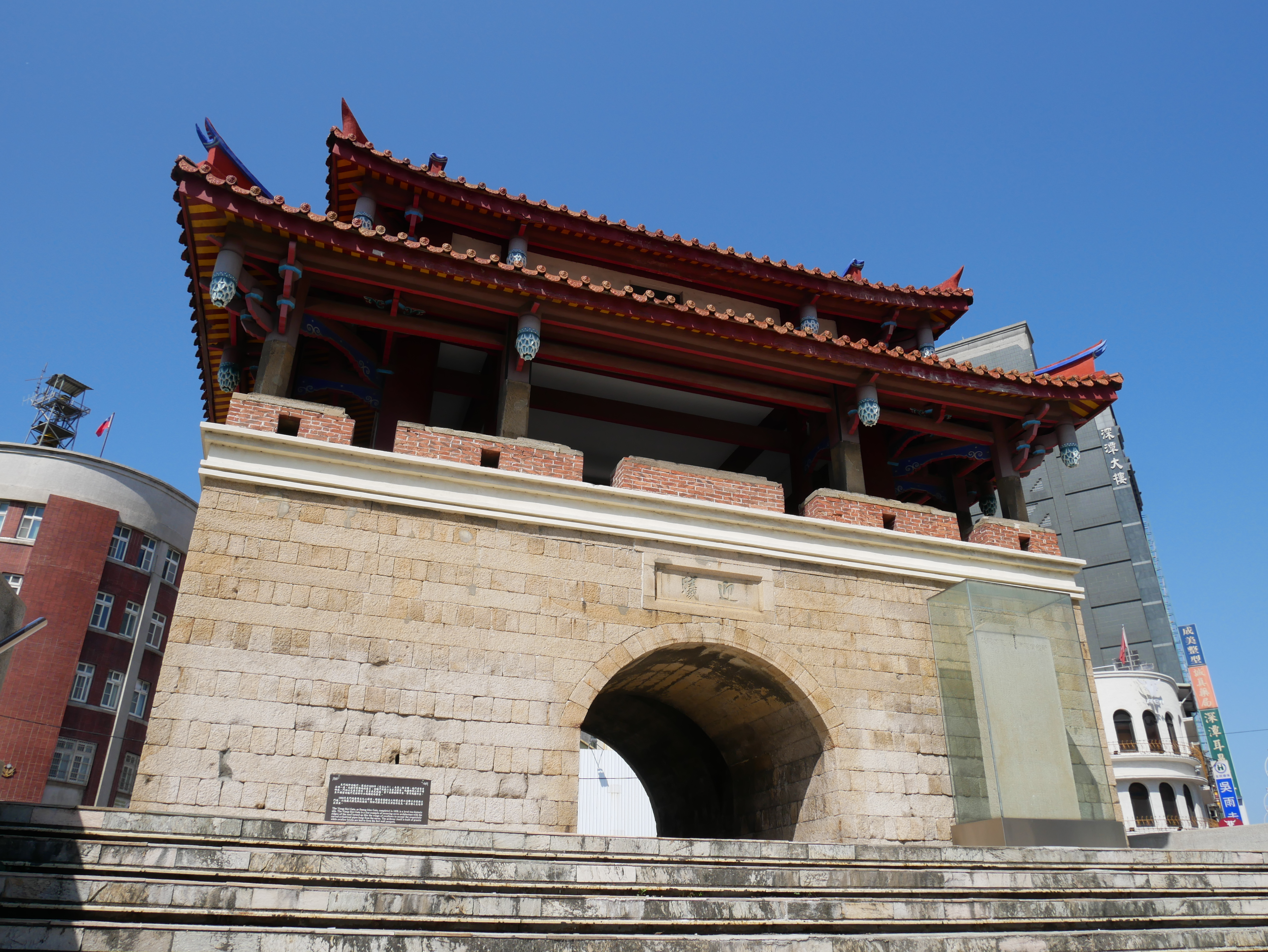
淡水廳城東門（今竹塹城迎曦門）

淡水廳隸屬於台灣府，廳治初期暫設於彰化縣的彰化縣城，1731年遷至同縣的沙轆（今沙鹿區），1733年（另說1756年）始遷入廳治竹塹城（今 新竹市），自此之後，竹塹城成為北台灣政經文化教育的中心。廳城初期並無城牆，僅在四週遍植莿竹。1806年，因民亂之故築起土圍。1829年建成磚石城垣，名為淡水廳城，又名竹塹城。
淡水廳首長為台灣府淡水撫民同知，不得攜眷，任滿昇轉。職責明定為上承欽部憲件，下理錢糧，清丈土地，治刑補盜。1876年1月16日（清光緒元年12月20日）以台北艋舺地方增設台北府，管轄大甲溪以北直達後山，而原淡水廳以頭重溪為界，以北至遠望坑新設淡水縣為台北府首縣，以南至大甲溪為界。竹塹城地方，改設新竹縣，淡水廳終止，歷時144年。

## 行政區劃

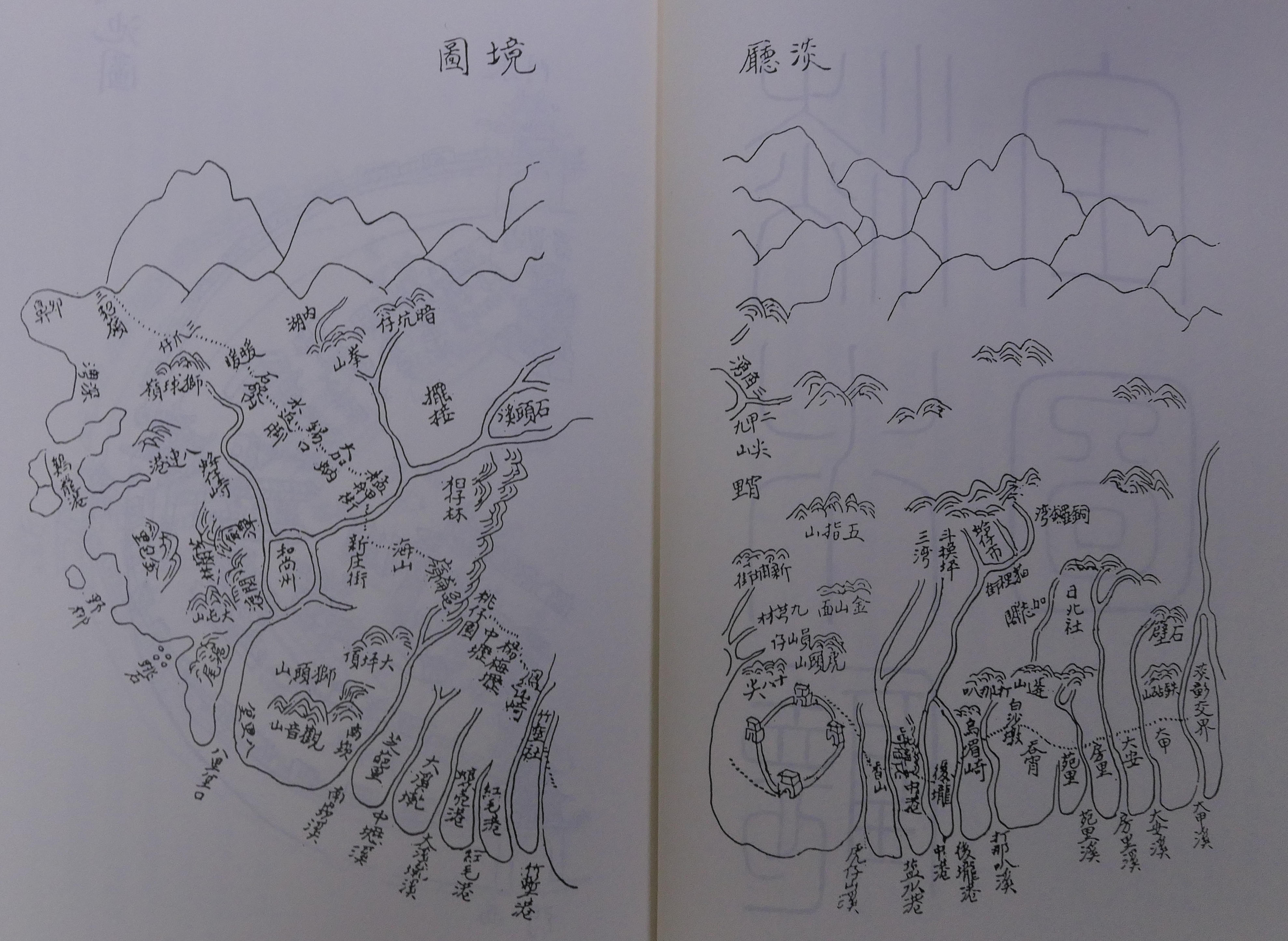
《淡水廳志稿》淡廳境圖

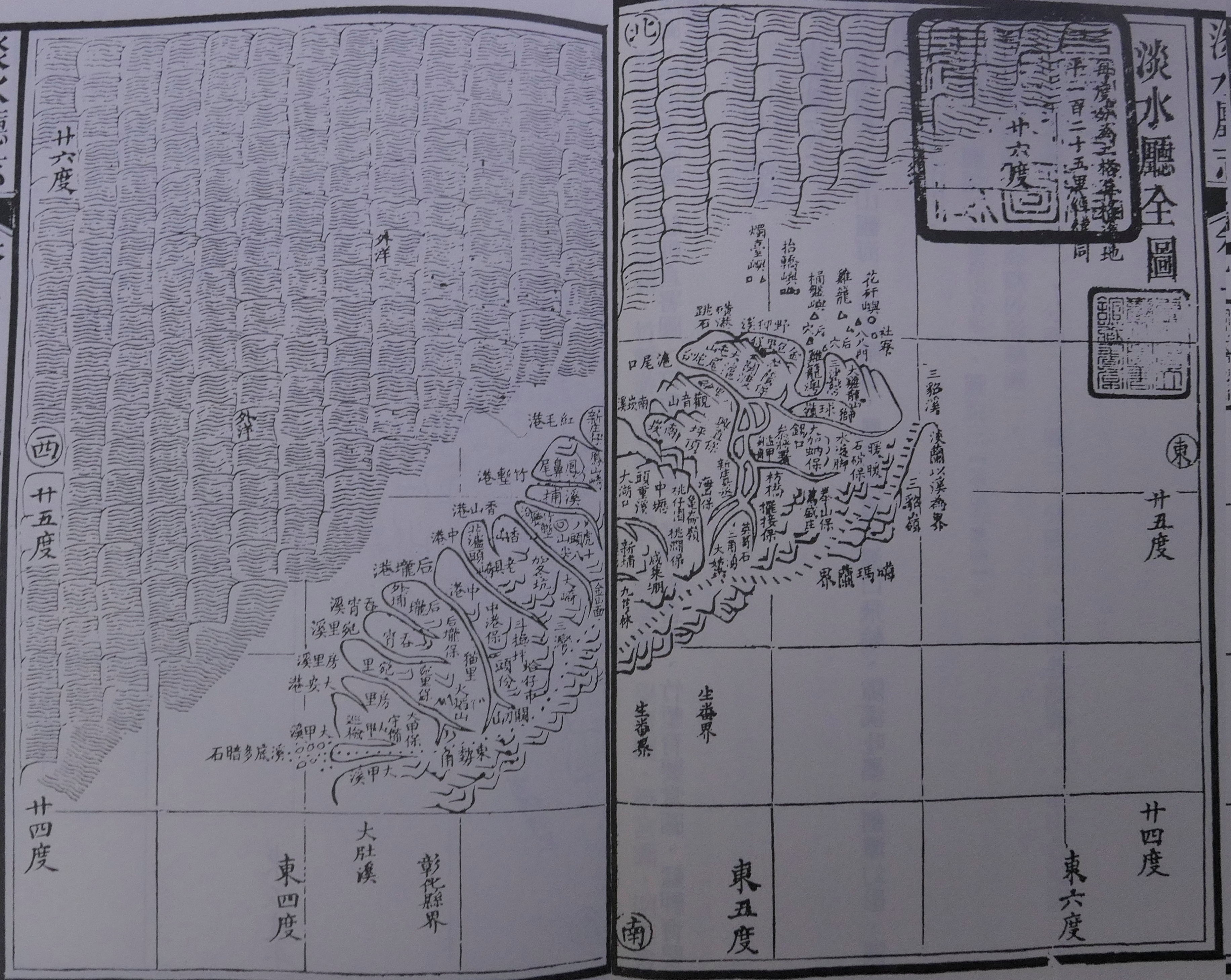
《淡水廳志》淡水廳全圖

1740年（乾隆五年），淡水海防廳下轄二保，管三十五庄：
- 淡水堡：八里坌庄、滬尾庄、大屯庄、竿蓁林庄、關渡庄、北投庄、八芝蓮林庄、奇里岸庄、瓦笠庄、興仔武朥灣庄、大佳臘庄、圭母子庄、大灣庄、水興庄、興直庄、加里珍庄、擺接庄、山腳庄、八里坌仔庄、海山庄、坑仔庄、虎茅庄、奶芴庄、澗仔歷庄、甘棠庄。
- 竹塹堡：南庄、北庄、芝巴里庄、大溪墘庄、翠豐庄、猫兒錠庄、中港庄、永安庄、猫盂印斗庄、吞霄庄。

至1762年（乾隆二十七年），淡水廳行政區劃新分及加增後，共計一百三十二庄。
- 廳城南：香山庄、南勢庄、西勢庄、隆恩庄、番婆庄、嵌頭庄、田寮庄、南庄、北庄、中港庄、加志閣庄、貓星庄、後壟庄、新港仔庄、貓盂莊、宛裡庄、後壟街、船頭庄、西庄、打那叭庄、白沙墩、頭湖庄、二湖庄、三湖庄、吞霄庄、房裡庄、山柑庄、日北庄、大甲庄。

- 廳城北：水田庄、湳仔庄、竹塹庄、樹林頭庄、金門厝、造船港、二十張犁庄、鹿場庄、麻園庄、貓兒椗庄、枋藔庄、婆老粉庄、紅毛港庄、蠔殼港庄、大溪墘庄、白沙墩庄、芝芭里庄、安平鎮南勢庄、北勢庄、澗仔瀝庄、外𧒄仔瀝、加冬庄、南興庄、龜崙庄、八座厝、桃仔園庄、霄裡庄、南靖庄、尖山庄、奶笏庄、甘棠庄、南嵌庄、虎茅庄、大湖庄、鍾厝庄、潭底庄、坑仔口庄、田寮庄、大南灣、小南灣、長道坑庄、三角埔、石頭溪庄、海山庄、隆恩庄、彭厝庄、中庄仔、中港厝庄、塭仔庄、新莊街、山腳庄、永興庄、擺接庄、新埔庄、火燒庄、加里珍庄、頭重埔庄、大牛椆庄、八里坌庄、埤頭庄、石灰窯庄、廣福庄、柑林庄、員林仔庄、清水坑庄、牛埔庄、南勢庄、二十八張犁庄、秀朗庄、芎蕉腳庄，武朥灣庄、大坪林庄、彰和庄、永和庄、朱厝崙庄、萬盛庄、古亭村庄、艋舺渡街、奇武卒庄、大浪泵庄、中崙庄、下埤頭庄、大加蚋庄、上碑頭庄、興福庄、內埔仔庄、新莊仔、塔塔悠庄、貓里錫口庄、里族庄、內湖庄、南港仔庄、和尚洲庄、峰仔崎庄、石角庄、八芝蘭林庄、瓦笠庄、北投庄、唭哩岸庄、干豆庄、八里坌仔庄、滬尾庄、芋蓁林庄。

至1871年（同治十年），淡水廳所屬街里如下：
- 廳城內：
  - 東：東門街、暗街仔、武營頭、井仔頭
  - 西：西門街、義學口、後番車路
  - 南：南門街（文興街）、巡司衙口
  - 北：北門街、太爺街

- 城外東廂二十五莊：東勢莊、下車店莊、大陂坪莊、埔仔頂莊、牛路頭莊、柴梳山莊、麻園堵莊、二十張犁莊、白沙墩莊、鬥侖莊、八張犁莊、六張犁莊、鹿場莊、番仔寮莊、隘口莊、五塊厝莊、九芎林莊、頂下嵌莊、鹿寮坑莊、十股林莊、五股林莊、石壁潭莊、山豬湖莊、猴洞莊、橫山莊。

- 城外西廂一十莊：隙仔莊、南勢莊、牛埔莊、茇仔林莊、虎仔山莊、浸水莊、三塊厝莊、羊寮莊、香山莊、汧水港莊。

- 城外南廂二莊：巡司埔莊、溪仔底莊。

- 城外北廂一十七莊：水田莊、湳仔莊、金門厝莊、舊社莊、麻園莊、頂溪洲莊、新莊仔莊、白地粉莊、溪心灞莊、嵌頂莊、鳳鼻尾莊、紅毛港莊、蠔殼港莊、笨仔港莊、大溪墘莊、芝葩裏莊、鳳山崎莊。

- 城外東北廂一十六莊：新社莊、豆仔埔莊、枋寮莊、新埔莊、大茅埔莊、五份埔莊、六股莊、石崗仔莊、烏樹林莊、鹽菜甕莊、三峽水莊、婆老粉莊、大湖口莊、崩陂莊、楊梅壢莊、頭重溪莊。

- 城外西北廂一十莊：侖仔莊、沙侖仔莊、樹林頭莊、苦苓腳莊、槺榔莊、油車港莊、船頭莊、南北汕莊、下溪洲莊、魚寮莊。

- 桃澗堡二十九莊：中壢街、內壢溪莊、嵌腳莊、下茄冬莊、新莊仔莊、赤嵌莊、大埔莊、坑仔口莊、過溪仔莊、南嵌街、桃仔園街、龜侖口莊、大湳莊、埔頂莊、霄裏新興莊、八塊厝莊、銅鑼圈莊、龍潭陂莊、三坑仔莊、舊社仔莊、東勢莊、南勢莊、安平鎮莊、山仔頂莊、宋厝莊、八張犁莊、貓朥合莊、黃泥塘莊、員樹林仔莊。

- 海山堡一十七莊：風櫃店莊、潭底莊、山仔腳莊、樟樹窟莊、南靖厝莊、尖山莊、鷹哥石莊、大湖莊、二甲九、莊中莊、大姑嵌莊、三角涌莊、橫溪莊、劉厝莊、柑園莊、石頭溪莊、彭厝莊。

- 興直堡一十九莊：龜侖頂莊、搭寮坑莊、陂角店莊、新莊街、中港厝莊、中塭莊、頭重莊、和尚洲莊、武朥灣莊、三重埔莊、洲仔尾莊、關渡莊、八里坌街、大坪頂莊、大小南灣莊、山腳莊、大牛椆莊、烏嶼寮莊、長道坑莊。

- 芝八堡三十二莊：劍潭莊、內湖莊、角角溝、有臘莊、芝蘭街、毛少翁社、淇裏岸莊、北投社、嗄嘮別莊、雞北屯社、雞柔山店莊、大屯社、小雞籠社、石門汛莊、金包裏街、野柳莊、馬煉社、大武侖莊、大雞籠街、深澳莊、跌死猴莊、鼻頭莊、三貂社、燦光寮莊、丹裏莊、獅球嶺莊、田寮港莊、長潭堵莊、苧仔潭莊、武丹坑莊、頂雙溪莊、魚桁仔莊。

- 大加臘堡一十六莊：艋舺下嵌莊、三板橋莊、古亭莊、大灣莊、林口莊、上陂頭莊、錫口街、新南莊、南港仔街、搭搭攸莊、東勢莊、新莊仔莊、奎府聚莊、大隆同莊、社仔莊、溪洲底莊。

- 石碇堡一十四莊：樟樹灣莊、叭嗹港莊、水返腳街、康誥坑莊、保長坑莊、五堵莊、六堵莊、七堵莊、八堵莊、暖暖莊、石錠內莊、四腳亭莊、枋仔瀨莊、鯽魚坑莊。

- 拳山堡一十四莊：公館街、溪仔口莊、大坪林莊、秀朗社、暗坑仔莊、青潭莊、十五分莊、內湖莊、木柵莊、頭重溪莊、萬順寮莊、深坑仔莊、土庫莊、楓林莊。

- 擺接堡一十七莊：加蠟仔莊、港仔嘴莊、芎蕉腳莊、龜侖蘭莊、枋寮街、新埔墘莊、南勢角莊、後埔莊、員山仔莊、藤寮坑莊、冷水坑莊、社後莊、柑林陂莊、大安寮莊、員林仔莊、火燒莊、柏仔林溪洲莊。

- 中港堡二十六莊：山寮莊、後厝莊、中港莊、中港社、湖底莊、澎湖厝莊、海口莊、塭仔頭莊、番婆莊、香山厝莊、三角店莊、大牛欄莊、上下山腳莊、後莊、嵌頂莊、涂牛口莊、二十分莊、東莊、隆恩莊、田寮莊、蘆竹湳莊、水流潭莊、上下茄冬莊、鬥換坪莊、三灣莊、南港莊。

- 後壟堡三十三莊：山仔頂莊、百三莊、圓寶莊、後壟街、大莊、海豐莊、溝仔背莊、新港埔莊、車路頭莊、田寮莊、西山莊、芒花埔莊、社寮崗莊、嘉志閣莊、貓裏街、蛤仔市莊、大墻圍莊、芎蕉灣莊、七十分、樟樹灣莊、銅鑼灣莊、高埔莊、頭湖莊、二湖莊、三湖莊、四湖莊、溪洲莊、松仔腳莊、後壟底莊、南勢莊、打哪叭莊、牛欄埔莊、白沙墩莊。

- 苑裏堡十五莊：吞霄街、吞霄社、北勢窩社、竹仔林莊、五里牌莊、涂城莊(土城)、苑裏街、古亭笨莊、山柑莊、榭苓莊、日北莊、昆社、貓裏社、房裏社、房裏莊。

- 大甲堡六十三莊：大甲土城、東莊、六分莊、磁磘莊、馬鳴埔莊、鐵砧山腳莊、新厝仔莊、內水尾莊、頭分田莊、大甲東番社、墩仔腳莊、中和莊、舊社莊、四塊厝莊、圳寮莊、牛椆坑莊、泉洲厝莊、犁頭鏢莊、彰界圳寮莊、中厝莊、後裏莊月眉莊、頂店莊、社尾莊、橫圳莊、松仔腳莊、營盤口莊、樹仔腳莊、九張犁莊、日南莊、日南番社、三張犁莊、蘆濫莊、打鐵莊、刪柑莊、五塊寮莊、雙寮莊、西勢社、大安街、海墘厝莊、北汕莊、頂大安莊、下大安莊、十三甲莊、五甲莊、田心仔莊、三十甲莊、田中央仔莊、頂莊仔莊、腳踏莊、蘊寮莊、龜殼莊、中莊、南莊、南埔莊、東勢尾莊、六塊厝莊、水卡頭莊、福興莊、埔姜林莊、三塊厝莊、牛埔仔莊、番仔寮莊。